# Болезнь Дарье — Уайта
Болезнь Дарье — Уайта (фолликулярный вегетирующий дискератоз) —  редкое наследственное аутосомно-доминантное заболевание, которое характеризуется патологическим ороговением (дискератозом) и высыпаниями в виде роговых, преимущественно фолликулярных, папул на себорейных участках кожного покрова.
Заболевание впервые было описано в 1889 году  независимо друг от друга французским дерматологом Дж. Дарье и американским дерматологом Дж. К. Уайтом.

## Эпидемиология
Заболевание встречается с частотой 1:100 000 человек, преимущественно страдают мужчины. Заболевание дебютирует в детском или юношеском возрасте.

## Патогенез
В 1993 году учеными было доказано, что болезнь Дарье — Уайта имеет аутосомно-доминантный тип наследования.  В ходе этого исследования был обнаружен в 12q23-24.1 хромосоме ген, ассоциированный с фолликулярным вегетирующим дискератозом. Позднее в 1999 году был идентифицирован ген АТР2А2, который считается ответственным за развитие болезни Дарье — Уайта.
При данном заболевание происходит нарушение депонирования ионов кальция, что ведет к неправильному синтезу молекул белка, отвечающего за нормальную межклеточную адгезию. В результате формируются условия для акантолиза и апоптоза.

## Клиническая картина
Ведущим проявлением заболевания является появление мелких папул (около 2-4 мм в диаметре) телесного или розоватого цвета, склонных к слиянию с образованием гиперкератотических бляшек. Цвет бляшек постепенно становится коричневым. Основная локализация высыпаний — грудь, верхняя половина спины, шея, волосистая часть головы, лицо, носогубные складки, подмышечные и паховые области. Кроме кожных покровов у больных поражаются слизистые оболочки и ногтевые пластины. На слизистых оболочках появляются безболезненные папулы по типу "булыжной мостовой". На ногтевых пластинах появляются продольные полосы с V-образными вдавлениями на дистальных участках ногтей, которые сочетаются с подногтевым гиперкератозом.
Формы заболевания:
- себорейную;
- гипертрофическая (гиперкератотическая);
- везикулобуллезная;
- абортивная[2].

## Факторы, провоцирующие заболевание
- высокая температура (сауна, баня);
- длительное пребывание на солнце;
- высокая влажность ;
- обильное потоотделение;
- препараты лития;

## Дифференциальная диагностика
Дифференциальная диагностика проводится со следующими заболеваниями:
- себорейный дерматит;
- красный плоский лишай;
- семейная доброкачественная пузырчатка Гужеро-Хейли-Хейли;
- листовидная пузырчатка;
- транзиторный акантолитический дерматоз Гровера;
- верруциформная эпидермодисплазия Левандовского — Лютца;
- стойкий лентикулярный гиперкератоз Флегеля.

## Лечение
Основа лечения фолликулярного вегетирующего дискератоза является использование препаратов витамина группы А, препаратов группы синтетических ретиноидов и кератопластических средств для наружного применения. Также больные болезнью Дарье—Уайта должны избегать провоцирующих факторов указанных выше.

## Примечание
1. ↑  А.А. Мартынов, Ю.И. Матушевская, О.Р. Катунина, С.И. Свищенко. Фолликулярный вегетирующий дискератоз,
осложненный вторичной инфекцией // Vestn Dermatol Venerol 2011; 4: 64–69.
2. ↑  В.Г.Панкратов, О.В.Панкратов, С.М.Тарасевич, А.А.Хартоник, Е.С.Ерыгина,
В.А.Потапюк, Ю.С.Монтик. ДИСКЕРАТОЗ ФОЛЛИКУЛЯРНЫЙ ВЕГЕТИРУЮЩИЙ (БОЛЕЗНЬ ДАРЬЕУАЙТА) // Здравоохранение. – 2015. - № 11. – С. 4-8. — 2015.
3. ↑  И.А. Олейник, О.Н. Стулий. Случай болезни Дарье // ДЕРМАТОЛОГіЯ та ВЕНЕРОЛОГіЯ № 1 (83) 2019. — 2019.